# Teodato
Teodato (nacido en 480 en Tauresium y fallecido en 536) fue duque de Tuscia y reinó sobre los ostrogodos del año 534 al 536.

## Biografía
Hijo de Amalafrida, hermana de Teodorico el Grande, pudo haber llegado a Italia junto a Teodorico, y era ya un hombre mayor cuando llegó al trono. Massimilliano Vitiello menciona que la etimología del nombre Teodato se compone de una mezcla de las palabras 'pueblo' o 'gente' y 'conflicto'. ascendió al trono al casarse con su prima Amalasunta, hija de Teodorico. Hizo exiliar a su esposa al lago de Bolsena y ordenó matarla en el 535. El asesinato de Amalasunta fue usado por el emperador  romano de Oriente Justiniano I para no reconocer la legitimidad del reinado de Teodato e invadir Italia. La  reconquista de Italia por el Imperio romano de Oriente llevaría a una  larga guerra con los ostrogodos  y sería más destructora que las invasiones bárbaras de los dos siglos anteriores.[cita requerida]
La acción bélica se inició con la invasión del sur de Italia. Después de que Belisario, general del Imperio, conquistara Nápoles en 536, Teodato fue asesinado por su pueblo, que eligió a Vitiges como su sucesor. El nuevo rey había ordenado la muerte de su antecesor.
Teodato tuvo al menos dos hijos con una mujer llamada Gudeliva: Teodegisclo y Teodenanta.